# Coppa Italia di pallacanestro maschile 1986
La Coppa Italia 1985-1986 è stata la decima edizione della competizione di pallacanestro maschile.

## Risultati

### Sedicesimi di finale
dal 18 al 25 settembre 1985
- A.P. Fabriano-Scavolini Pesaro 83-96 / 92-93
- Libertas Forlì-Marr Rimini 77-96 / 94-92
- Liberti Firenze-Cantine Riunite Reggio Emilia 79-73 / 69-84
- Yoga Bologna-Granarolo Bologna 69-58 / 64-91
- Femi Perugia-Mobilgirgi Caserta 93-90 / 91-109
- Sangiorgese Porto San Giorgio-Mulat Napoli 81-72 / 76-108
- Pepper Mestre-Benetton Treviso 80-80 / 95-105
- Libertas Livorno-Berloni Torino 83-84 / 93-89
- Aurora Desio-Simac Milano 110-89 / 76-99
- Mister Day Siena-Pallacanestro Livorno 91-97 / 76-72
- Rivestoni Brindisi-Viola Reggio Calabria 91-74 / 81-102
- AMG Sebastiani Basket Rieti-Banco Roma 103-101 / 72-91
- Giomo Venezia-Arexons Cantù 87-95 / 76-88
- Fantoni Udine-Stefanel Trieste 100-90 / 95-104
- Silverstone Brescia-Segafredo Gorizia 86-82 / 68-77
- Annabella Pavia-Divarese Varese 71-91 / 86-99

### Ottavi di finale
dal 16 al 23 ottobre 1985
- Marr Rimini-Scavolini Pesaro 82-85 / 89-100
- Cantine Riunite Reggio Emilia-Granarolo Bologna 79-71 / 66-77
- Mulat Napoli-Mobilgirgi Caserta 107-98 / 82-106
- Benetton Treviso-Libertas Livorno 100-88 / 88-94
- Pallacanestro Livorno-Simac Milano 87-87 / 91-99
- Viola Reggio Calabria-Banco Roma 65-89 / 74-82
- Fantoni Udine-Arexons Cantù 96-93 / 92-100
- Segafredo Gorizia-Divarese Varese 74-81 / 83-95

### Quarti di finale
dal 26 dicembre 1985 al 2 gennaio 1986
- Granarolo Bologna-Scavolini Pesaro 93-90 / 90-94
- Benetton Treviso-Mobilgirgi Caserta 104-102 / 100-110
- Banco Roma-Simac Milano 100-87 / 86-101
- Arexons Cantù-Divarese Varese 93-91 / 89-98

### Semifinali
dal 26 marzo al 9 aprile 1986
- Mobilgirgi Caserta-Scavolini Pesaro 96-96 / 83-86
- Simac Milano-Divarese Varese 83-82 / 92-78

### Finale
a Bologna
16 aprile 1986
- Simac Milano-Scavolini Pesaro 102-92

## Verdetti
- Vincitore della Coppa Italia:  Simac Milano
- Formazione: Mike D'Antoni, Roberto Premier, Dino Meneghin, Russ Schoene, Cedric Henderson, Fausto Bargna, Franco Boselli, Renzo Bariviera, Vittorio Gallinari, Andrea Blasi. Allenatore: Dan Peterson.